# Mariosousa mammifera
Mariosousa mammifera é uma espécie de leguminosa do gênero Mariosousa, pertencente à família Fabaceae.